# فهرست دهانه‌های برخوردی جنوبگان
فهرست دهانه‌های برخوردی جنوبگان تنها در بر دارندهٔ جایگاه‌های برخوردی پذیرفته نشده در جنوبگان و آب‌های اقیانوس منجمد جنوبی است. هم‌اکنون هیچ یک از جایگاه‌های برخوردی جنوبگان در دادگان برخوردهای زمین پذیرفته نشده‌است.

## دهانه‌های برخوردی پذیرفته نشده
دهانه‌هایی که در اینجا فهرست شده‌اند گمان می‌رود دهانه‌های برخوردی باشند ولی نشانه‌های یافت شده صددرصد نیستند و به همین دلیل در دادگان برخوردهای زمین پذیرفته نشده‌اند.
| نام             | جایگاه             | قطر         | سن            | مختصات                                          | منبع                        |
| --------------- | ------------------ | ----------- | ------------- | ----------------------------------------------- | --------------------------- |
| باورز           | جنوبگان            | ۱۰۰ کیلومتر | ناشناخته      | ۷۱°۱۲′جنوبی ۱۷۶°۰۰′شرقی / ۷۱٫۲°جنوبی ۱۷۶°شرقی   | گروه پژوهش‌های میدانی برخورد |
| راس             | جنوبگان            | ۵۵۰ کیلومتر | الیگوسن       | ۷۷°۳۰′جنوبی ۱۷۸°۳۰′شرقی / ۷۷٫۵°جنوبی ۱۷۸٫۵°شرقی | گروه پژوهش‌های میدانی برخورد |
| دهانه ویلکس لند | ویلکس لند، جنوبگان | ۴۸۵ کیلومتر | <۵۰۰ میلیون ؟ | ۷۰° جنوبی ۱۲۰° شرقی / ۷۰°جنوبی ۱۲۰°شرقی         |                             |